# Rebecca Cheptegei
Rebecca Cheptegei (Cheminy, 22 febbraio 1991 – Eldoret, 5 settembre 2024) è stata una mezzofondista e maratoneta ugandese.

## Biografia
Rappresentò l'Uganda ai Giochi olimpici estivi di Parigi 2024, dove si classificò 44ª nella maratona.
Il 1º settembre 2024 venne ricoverata in condizioni critiche, dopo essere stata cosparsa di benzina e data alle fiamme dal suo compagno Dickson Ndiema Marangach, mentre tornava a casa ad Endebess, in Kenya. Riportò ustioni su circa il 75% del corpo. Ricoverata in ospedale, morì il 5 settembre 2024 all'età di 33 anni.
il 9 settembre successivo anche Marangach morì a causa delle gravi ustioni riportate nel folle gesto.

## Palmarès
| Anno | Manifestazione     | Sede           | Evento         | Risultato | Prestazione | Note                          |
| ---- | ------------------ | -------------- | -------------- | --------- | ----------- | ----------------------------- |
| 2010 | Mondiali di cross  | Bydgoszcz      | Corsa juniores | 15ª       | 19'48"      |                               |
| 2010 | Mondiali di cross  | Bydgoszcz      | A squadre      | Bronzo    | 81 p.       |                               |
| 2011 | Mondiali di cross  | Punta Umbría   | Corsa juniores | 55ª       | 27'38"      |                               |
| 2011 | Mondiali di cross  | Punta Umbría   | A squadre      | 6ª        | 110 p.      |                               |
| 2011 | Mondiali militari  | Rio de Janeiro | 5000 m piani   | Bronzo    | 16'00"26    | Miglior prestazione personale |
| 2013 | Mondiali di cross  | Bydgoszcz      | Corsa seniores | 68ª       | 26'53"      |                               |
| 2013 | Mondiali di cross  | Bydgoszcz      | A squadre      | 10ª       | 188 p.      |                               |
| 2023 | Mondiali           | Budapest       | Maratona       | 14ª       | 2h29'34"    |                               |
| 2024 | Giochi panafricani | Accra          | Mezza maratona | 4ª        | 1h15'20"    |                               |
| 2024 | Giochi olimpici    | Parigi         | Maratona       | 44ª       | 2h32'14     |                               |

## Campionati nazionali
2011
- 5ª ai campionati ugandesi, 5000 m piani - 16'54"11

2014
- Bronzo ai campionati ugandesi, 5000 m piani - 16'25"70

2016
- Oro ai campionati ugandesi, 10000 m piani - 35'05"3
- 4ª ai campionati ugandesi, 5000 m piani - 16'43"91

2017
- Argento ai campionati ugandesi, 10000 m piani - 34'57"91
- Bronzo ai campionati ugandesi, 5000 m piani - 16'38"9

2019
- 5ª ai campionati ugandesi, 10000 m piani - 35'13"87

2022
- Argento ai campionati ugandesi, 10000 m piani - 32'52"23

## Altre competizioni internazionali
2011
- Argento alla Mezza maratona di Madrid ( Madrid) - 1h13'56"
- Argento al Cross Internacional de Soria ( Soria) - 28'11"
- 7ª al Cross de Atapuerca ( Atapuerca) - 26'08"
- Oro al Cross Internacional de la Constitución ( Aranda de Duero) - 19'09"

2013
- 4ª al Cross Internacional de Venta de Baños ( Venta de Baños) - 23'33"
- Oro al Cross Internacional de la Constitución ( Aranda de Duero) - 19'15"

2014
- Argento al Cross Internacional Zornoza ( Amorebieta-Etxano) - 24'02"

2017
- 12ª alla Mezza maratona di Shanghai ( Shanghai) - 1h15'24"

2022
- Oro alla Padova Marathon ( Padova) - 2h31'21"
- 4ª alla Maratona di Abu Dhabi ( Abu Dhabi) - 2h22'47"

2023
- Argento alla Maratona di Firenze ( Firenze) - 2h27'08"

2024
- 7ª alla Maratona di Doha ( Doha) - 2h34'07"